# Thosbach
Der Thosbach ist ein etwas über 3 Kilometer langer und rechter Zufluss der Trubach in der Nördlichen Frankenalb im oberfränkischen Landkreis Forchheim in Bayern.

## Geografie

### Thosmühlequelle
Der Thosbach entspringt auf einer Höhe von etwa 375 m ü. NHN an der Thosmühle aus einer Karstquelle am linken Unterhang eines tief eingeschnittenen Trogtales im Jura. Der Ursprung ist ein kleiner Quelltopf, der mehrere hundert Liter Wasser pro Sekunde schüttet und gehört zu den stärksten Karstquellen in der nördlichen Frankenalb. Er liegt im umzäunten Privatgelände der Fischzucht Thosmühle und speist die dortigen Fischweiher.
Die Quelle ist vom Bayerischen Landesamt für Umwelt als Geotop 474Q003 ausgewiesen. Siehe hierzu auch die Liste der Geotope im Landkreis Forchheim.

### Verlauf
Der Thosbach wird zunächst Thosmühlbach genannt und fließt in südwestliche Richtung nach Urspring. Dort nimmt er den kurzen Abfluss einer Quelle auf, gleich darauf den aus dem Ostsüdosten kommenden, etwas längeren Altenthalbach, und knickt nach Westen ab. Im weiteren Verlauf trägt er den Namen Thosbach. Etwas vor Wannbach wendet er sich nach Südwesten, verzweigt sich am Ort mehrmals und fließt dann auf etwa 305 m ü. NHN von rechts in die dort nordwestlich fließende Trubach.
Der Thosbach mündet nach zusammen mit dem Thosmühlbach 3,1 km langem Lauf mit mittlerem Sohlgefälle von etwa 23 ‰ rund 70 Höhenmeter unterhalb seines Quellteichs.

### Einzugsgebiet
Das Einzugsgebiet ist 23,4 km² groß und liegt in der verkarsteten Landschaft der Fränkischen Schweiz. Im sich weit ostwärts auf deren Hochfläche erstreckenden Teil davon gibt es oberirdisch keinen offenen Gewässerlauf. Die höchsten Punkte liegen am Nordosteck des Einzugsgebietes auf einem namenlosen Bergrücken und am Südostecke auf der flachen Kuppe des Leimersbergs und erreichen beide ungefähr 576 m ü. NHN.
Jenseits der östlichen Wasserscheide liegt das weithin gewässerfreie Einzugsgebiet der Püttlach, die in die Wiesent mündet. Im Süden konkurriert die Trubach mit kurzen Bächen im unteren Bereich von Trockentälern wie zuletzt dem Äpfelbach, im Westen dem unbeständigen nächsten Trubach-Zufluss Weißenbachgraben, im Norden der Wiesent, in die weiter abwärts die Trubach mündet; auch zur Wiesent fließen  kurze Nebenbäche aus langen Trockentälern.

### Zuflüsse
- (Abfluss des Urspringer Brunnens), von links und Osten auf etwa 331 m ü. NHN in Pretzfeld-Urspring, unter 0,1 km
- Altenthalbach, von links und Ostsüdosten auf etwa 331 m ü. NHN in Urspring, ca. 2,4 km und ca. 13,4 km². Entfließt auf etwa 390 m ü. NHN einem Kleinteich einen Viertelkilometer westlich von Gößweinstein-Altenthal.

### Flusssystem Wiesent
- Fließgewässer im Flusssystem Wiesent